# Пойзън
„Пойзън“ е американска глем метъл група, създадена през 1983 г. в град Меканиксбърг, Пенсилвания, който е близо до столицата на щата Харисбърг. Най-успешният състав на групата се състои от певеца и ритъм китарист Брет Майкълс, барабаниста Рики Рокет, басиста и пианиста Боби Дал и китариста C.C. Девил. „Пойзън“ постига огромен търговски успех от средата на 80-те до средата на 90-те години на XX век и има сертифицирани 14,5 милиона записа в Съединените щати и над 40 милиона албума по целия свят.
Групата е известна с хит сингъла №1 в „Билборд Хот 100“ Every Rose Has Its Thorn, както и други топ 40 хит сингъла през 80-те и 90-те години на XX век, включително Talk Dirty to Me, I Won't Forget You, Nothin' but a Good Time, Fallen Angel, Your Mama Don't Dance, Unskinny Bop, Something to Believe In, Ride the Wind и Life Goes On. Революционният дебютен албум на групата, мултиплатиненият Look What the Cat Dragged In, е издаден през 1986 г., последван от Open Up and Say... Ahh!, който е сертифициран с 5 платинени награди в САЩ.

## Дискография

### Студийни албуми
- Look What the Cat Dragged In (1986)
- Open Up and Say... Ahh! (1988)
- Flesh & Blood (1990)
- Native Tongue (1993)
- Crack a Smile... and More! (2000)
- Hollyweird (2002)
- Poison'd! (2007)

### Концертни албуми
- Swallow This Live (1991)
- Power to the People (2000)
- Great Big Hits Live! Bootleg (2006)
- Live, Raw & Uncut (2008)
- Seven Days Live (2008)